# James Cuno
Pour les articles homonymes, voir Cuno.
James Bash Cuno est un historien de l'art américain. Il est depuis août 2011 président et directeur exécutif du J. Paul Getty Trust.

## Biographie
James Cuno obtient son diplôme d'histoire en 1973, à l'université Willamette, puis un master d'histoire de l'art en 1978 à l'université d'Oregon. Il obtient son doctorat à l'université Harvard en 1985.
Il est d'abord assistant professor en art à Vassar College avant de prendre la direction du Grunwald Center for the Graphic Arts à l'université de Californie à Los Angeles de 1986 à 1989, puis du Hood Museum of Art de Dartmouth College de 1989 à 1991.
En 1991, il prend la direction des musées d'art de l'université Harvard (Elizabeth and John Moors Cabot Director of the Harvard University Art Museums) où il enseigne également l'histoire de l'art et l'architecture de 1991 à 2003.
Il dirige l'institut Courtauld en 2003-2004, puis il est nommé directeur de l'Art Institute of Chicago (2004-2011).
Il devient en 2011 président et directeur général du J. Paul Getty Trust.
Il est membre de l'Académie américaine des arts et des sciences.

## Œuvre
- French Caricature and the French Revolution, 1789-1799, avec Cynthia Burlingham, Grunwald Center for the Graphic Arts, Wight Art Gallery, University of California, 1988  (ISBN 0943739055)
- (dir.) Whose Muse?: Art Museums and the Public Trust, Princeton University Press & Harvard University Art Museums, 2006  (ISBN 0691127816)
- The Silk Road and Beyond: Travel, Trade, and Transformation, 2007  (ISBN 0300124287)
- Who Owns Antiquity?: Museums and the Battle over Our Ancient Heritage, Princeton University Press, 2008  (ISBN 0691137129)[2]
- (coll.) The Modern Wing: Renzo Piano and the Art Institute of Chicago, Art Institute of Chicago & Yale University Press,   (ISBN 0300141122)
- Master Paintings in the Art Institute of Chicago, Yale University Press, 2009  (ISBN 0300151039)
- (dir.) Whose Culture?: The Promise of Museums and the Debate over Antiquities, Princeton University Press, 2012  (ISBN 0691154430)
- Museums Matter: In Praise of the Encyclopedic Museum, University of Chicago Press, 2013  (ISBN 0226126773)